# 風の中の牝雞
『風の中の牝雞』（かぜのなかのめんどり）は、小津安二郎監督による1948年製作の日本映画。製作は松竹大船撮影所。
タイトルの「雞」の字が機種依存文字にあたるため、資料によっては『風の中の牝鶏』『風の中の牝鳥』などと表記している例もある。

## 解説
太平洋戦争後の東京を舞台に、夫の復員を待つ妻が生活に困窮し、子どもが病気をしたことで金のために一度だけ売春をしたことから、戻ってきた夫のみならず妻自身も苦しむという物語である。
1948年5月から9月にかけて撮影された。小津は、前作『長屋紳士録』の後、奈良を舞台にした『月は上りぬ』を準備中であったが、起用を予定していた高峰秀子をキャスティングできず、企画自体が頓挫した。このため代わりの企画を用意することになり、脚本の斎藤良輔が考えていたアイディアをいくつか提示した中から小津が選んだのがこの話であった。
本作が作られた1948年は、戦争で捕虜になっていた兵士は徐々に復員していたが、シベリアでは何年も抑留されたままの人々もいまだ多かった。また、当時の日本にはまだ国民皆保険の制度がなく、日本で待つ家族はたいへんな苦労をしていた時代であった。本作はこのような当時の世相を背景にしており、小津の作品の中では特に過酷な現実を直視した一作である。
このため、夫に突き飛ばされた妻が階段から転がり落ちるなど、小津の作品としては例外的な暴力表現の場面も登場する。このシーンでは、小津作品で唯一スタントが使われており、本作で編集を担当した浜村義康の回想によれば、小津はこの部分のフィルムを輪にして映写機にかけ、繰り返し見ていた。フィルムが熱くなって燃えそうになり、映写技師が止めるまで、15回ほども見ていたという。

## あらすじ

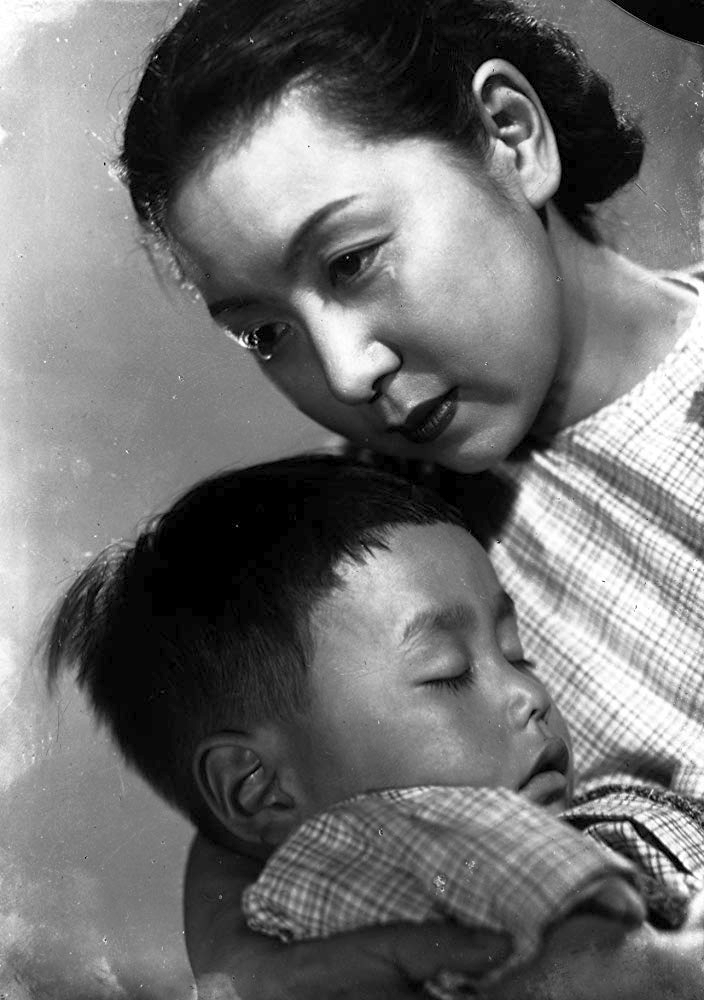
主人公・時子を演じる田中絹代（上）

東京の下町の一角にある家。戸籍調査にやってきた警官が、間借り人の雨宮時子、そして戦争から帰還してこないままの時子の夫・修一のことを確認して帰っていく。時子はこの日、一人息子の浩を連れて、親友の秋子のアパートへ行っていた。手持ちの着物を金に換えてもらうためである。時子はミシンの内職の仕事をしているが、物資高の中それだけでは生活が苦しいため、着物を売ってしのいでいるのだ。しかし、これが売りに出せる最後の着物だという。秋子は、闇商売をしている隣人・織江のもとに預かった着物を持ち込むが、織江は「時子は綺麗だから、その気になれば楽に稼げるのに」と言って秋子を不愉快にさせた。
時子が帰宅すると、浩は高熱を出していた。家主の彦三・つね夫妻の勧めで病院に連れていくと、医師は大腸カタルだという。秋子のアパートからの帰り道に食べさせたあんこ玉が原因に違いなかった。翌朝になって浩の容態は持ち直したが、看護婦から入院費の支払いを求められ、蓄えのない時子は再び暗澹たる気分になった。
翌日、秋子が時子のもとを訪ねてきた。時子が織江の紹介で曖昧宿に行き、身体を売ったことを織江本人から聞いてきた秋子は、なぜ親友である自分に最初に相談しなかったのかと非難する。時子は、秋子の暮らしぶりも大変なことを知っていたので甘えられなかったと答えることしかできなかった。やがて全快した浩は退院するが、時子は自分のした行為に後悔の念を感じるのだった。
数週間後、秋子と荒川土手に遊びに出かけた時子・浩が帰宅すると、修一が戻ってきていた。4年ぶりとなる再会を喜びあう夫婦だったが、その夜、浩の成長ぶりの話になり「自分の留守中に病気などしなかったか」と訊く修一に、時子は大腸カタルでの入院のことを話してしまう。費用をどう工面したかとさらに問う修一に、時子は答えられず泣き出した。
修一の帰還を知って再び訪ねてきた秋子は、浩の入院のことは修一には言わないほうがいいと忠告する。しかし、隠し立てのできない時子は何もかも修一に打ち明けてしまっていた後だった。その修一は、就職活動のため旧友の佐竹のもとを訪れ、様子がおかしいことを佐竹に指摘されるが、何も答えられない。帰宅した修一は、時子に対して機嫌の直らないまま、ことの詳細について矢継ぎ早に質問を浴びせた。時子は、その宿は月島にあること、小学校の裏で「桜井」という看板が出ていたことなどを話すが、核心については黙ったままであった。いら立った修一は外へ飛び出していった。
翌日、修一は月島の「桜井」へ出向き、応対した女将から時子のことを聞き出した。部屋に呼んだ若い女と話すうち、母と兄が戦争で死に、老いた父と学生の弟を自分が養っているということを聞いた修一は、女に金だけ渡して外へ出た。追いかけてきた女に、修一は「仕事を探してやるから堅気になるように」と言い聞かせる。再び佐竹を訪ねた修一は、女の勤め口の世話を頼む一方、時子の一件で不安定な気分になっていることを話した。「その女のことは許せて、奥さんのことは許せないのはおかしい」と諭す佐竹に、修一は「仕方のなかったことだとは分かっているが、気持ちが落ち着いてくれない」と答える。
気分の晴れないまま帰宅した修一を出迎えた時子は、再度自分の過ちを詫びる。部屋を出ようとする修一は、取りすがる時子を振り払おうとしたはずみで突き飛ばしてしまい、時子は階段から真っ逆さまに転がり落ちる。倒れたまま動かない時子に驚いて声をかける修一。ようやく気がついて、足を引きずりながら部屋に戻った時子に、修一は泣いて詫びながら「過ぎたことは忘れて二人でやり直そう」と言い、二人は固く抱き合って和解するのだった。

## 批評・分析
公開後の評判は芳しくなく、小津が時流に迎合した一作として批判され、一般には失敗作と見なされている。脚本の斎藤は後年のインタビューで「戦争が悪いとあからさまに言うのではなく、敗戦の世相のようなものをちょっと入れたいなと感じていた。そこをもう少し突っ込んでもらいたかった」という内容の発言をしている。小津も「作品というものには、必ず必敗作（ママ）があるね、それが自分にプラスする失敗ならいいんだ。しかし、この『牝雞』はあまりいい失敗作ではなかったね」と後に語り、納得のゆく作品ではないことを自ら認めている。
脚本家の野田高梧は本作について「現象的な世相を扱っている点やその扱い方が僕には同感出来なかった」と述べた。この批判を受け入れた小津は、もっと別の世界を描こうと、野田と共に次回作『晩春』の脚本を手がけることとなる。
小津の監督作品としては失敗作とされていることについて、映画評論家の佐藤忠男は、戦時中に戦意高揚映画を作っていた映画人たちが終戦後に一転して民主主義啓蒙映画を作り出したことや、敗戦の苦しみと未来への希望を描くありきたりの戦後風俗映画が当時は多かったことを挙げ、そういった状況に食傷していた批評家たちが本作をもそうした作品のひとつに分類してしまったことが原因と分析している。
その上で、佐藤は本作について「敗戦によって日本人が失ったもの」を描き出している作品と捉え、その失われたものとは「たんに一人の主婦の肉体的な貞操だけでなく、すべての日本人の精神的な純潔性そのもの」であるとし、若い娼婦が隅田川沿いの空き地で弁当を食べるシーンを引いて「敗戦で日本人は娼婦のごときものとなった、しかしそれでも、空き地で弁当を食べる素朴さは保持しようではないか」というのが本作に込められたメッセージであると述べている。
これと同様の分析として、アメリカの作家・批評家であるジョーン・メレンは、夫婦の子どもの名前がヒロ（浩）であることを挙げ「この名前が天皇から取られたのは偶然ではない」とした上で「彼女は日本人の生活のすぐれた点を守るために身を売ったのである。（中略）小津は日本人に向かって、すぐれた点、つまり占領によって汚されることのないと彼が信じる日本人の生活の貴重なものを守るために、新しい社会を受け入れるべきだと語っている」と書いている。
また、フランスの映画評論家・映画プロデューサーのユベール・ニオグレは、前述のように本格的に野田との脚本コンビを組むきっかけとなった作品であることに着目し「戦後日本の道徳的雰囲気についてのもっとも素晴しい要約のひとつであり、小津作品のなかで戦争の時代を締めくくり、今日もっとも知られた後期作品に先立つ転回点としての作品でもある」と評価した。
登場人物の造形に関しては、夫が妻を突き飛ばした後に後悔を見せるところに、日中戦争に従軍した小津自身の兵士としての罪の意識が反映されているのではないかと佐藤は考察している。さらに、妻が一度だけ犯した不貞を許せない夫が思い悩むという点は、小津が敬愛していた志賀直哉の『暗夜行路』と共通するという指摘もされているが、小津自身は「似て非なるもの」と述べている。
映画監督の黒沢清は、子どもが全快する作劇や夫が妻を突き飛ばした後の夫の対応に不自然さを認め、子どもは実は亡くなっているのではないか、夫もそもそも戦死していて、劇中に登場する夫は亡霊なのではないかと分析したうえで、階段から妻が転がり落ちることで家族全員が死ぬという「気味の悪い映画」であると結論づけている。

## 配役
- 佐野周二 - 雨宮修一
- 田中絹代 - 時子
- 村田知英子 - 井田秋子
- 笠智衆 - 佐竹和一郎
- 坂本武 - 酒井彦三
- 高松栄子 - つね
- 水上令子 - 野間織江
- 文谷千代子 - 小野田房子（若い娼婦）
- 長尾敏之助 - 医師
- 中川健三 - 巡査
- 岡村文子 - 女将
- 清水一郎 - 古川
- 三井弘次 - 男A
- 手代木国男 - 男B
- 谷よしの - 看護婦A
- 泉啓子 - 看護婦B
- 中山さかえ - 看護婦C
- 中川秀人 - 時子の子・浩
- 長船フジヨ - 彦三の子・あや子
- 青木放屁 - 正一

## 作品データ
- フォーマット：白黒、スタンダードサイズ (1.37:1)、モノラル
- 初回興行：国際劇場
- 同時上映：

## 受賞
- 第3回毎日映画コンクール 女優演技賞（田中絹代）・美術賞（浜田辰雄）
- 第22回キネマ旬報ベスト・テン 第7位